# Gert Pans
Gert Pans (11 agosto 1968) è un ex giocatore di calcio a 5 belga.

## Carriera
Con la nazionale maschile di calcio a 5 del Belgio Pans ha disputato il FIFA Futsal World Championship 1992 in cui i diavoli rossi sono stati eliminati al secondo turno nel girone comprendente Spagna, Iran e Polonia. In totale, ha disputato 34 incontri con la nazionale.